# Уайтсайд (округ)
Уа́йтсайд (англ. Whiteside County) — округ в штате Иллинойс, США. Официально образован в 1836 году. По состоянию на 2010 год, численность населения составляла 58 498 человек.

## География
По данным Бюро переписи США, общая площадь округа равняется 1 805,232 км2, из которых 1 771,562 км2 — суша, и 12,000 км2, или 1,800 % — это водоёмы.

## Население
По данным переписи населения 2000 года в округе проживает 60 653 жителя в составе 23 684 домашних хозяйств и 16 768 семей. Плотность населения составляет 34,00 человека на км2. На территории округа насчитывается 25 025 жилых строений, при плотности застройки около 14,00-ти строений на км2. Расовый состав населения: белые — 84,81 %, афроамериканцы — 8,02 %, коренные американцы (индейцы) — 0,26 %, азиаты — 0,42 %, гавайцы — 0,01 %, представители других рас — 4,07 %, представители двух или более рас — 1,41 %. Испаноязычные составляли 8,82 % населения независимо от расы.
В составе 31,50 % из общего числа домашних хозяйств проживают дети в возрасте до 18 лет, 57,50 % домашних хозяйств представляют собой супружеские пары, проживающие вместе, 9,50 % домашних хозяйств представляют собой одиноких женщин без супруга, 29,20 % домашних хозяйств не имеют отношения к семьям, 25,10 % домашних хозяйств состоят из одного человека, 11,80 % домашних хозяйств состоят из престарелых (65 лет и старше), проживающих в одиночестве. Средний размер домашнего хозяйства составляет 2,51 человека, и средний размер семьи — 2,99 человека.
Возрастной состав округа: 25,00 % — моложе 18 лет, 8,20 % — от 18 до 24, 27,00 % — от 25 до 44, 23,70 % — от 45 до 64, и 23,70 % — от 65 и старше. Средний возраст жителя округа — 38 лет. На каждые 100 женщин приходится 95,90 мужчин. На каждые 100 женщин старше 18 лет приходится 93,10 мужчин.
Средний доход на домохозяйство в округе составлял 40 354 USD, на семью — 46 653 USD. Среднестатистический заработок мужчины был 35 314 USD против 21 828 USD для женщины. Доход на душу населения составлял 19 296 USD. Около 6,20 % семей и 8,50 % общего населения находились ниже черты бедности, в том числе — 11,40 % молодежи (тех, кому ещё не исполнилось 18 лет) и 4,80 % тех, кому было уже больше 65 лет.